# Henry de Monfreid
Henry de Monfreid (ur. 14 listopada 1879 w La Franqui, gmina Leucate, zm. 13 grudnia 1974 w Ingrandes) − francuski poszukiwacz przygód i pisarz.
Był synem malarza i jako dziecko znał Paula Gauguina. Poszedł w ślady Rimbauda i stał się sławny dzięki swoim podróżom na Morzu Czerwonym i u wybrzeży Rogu Afryki, między Tanzanią, Adenem, Płw. Arabskim i Suezem (1912-40). Między innymi przemycał broń i narkotyki, nurkował w poszukiwaniu pereł i strzykw. Przeszedł na islam. Stał się osobą zamożną: miał dom w Dżibuti i wielką łódź dau "Altair". W latach 30. Joseph Kessel nakłonił go do opisania swoich przygód i powstały bestsellery. W czasie wojny został deportowany do Kenii przez Brytyjczyków, ponieważ zwykle szkodził ich interesom.
Po wojnie zamieszkał w rezydencji w małej wiosce prowincjonalnej Francji Ingrandes. Przez 30 lat napisał tam około 70 książek. Jego córka opisała ich życie we wspomnieniach. Najbardziej znane jego książki to Tajemnice Morza Czerwonego (1931) i Haszysz (1933). W latach międzywojennych w Polsce wydano trzy mniej znane jego książki. Wydaje się, że nie ma przekładów na polski tych dwóch podstawowych opowieści.
W 1937 roku powstał film fabularny Tajemnice Morza Czerwonego, a w latach 1968-75 26-odcinkowy serial, który w latach 80. pokazywała TVP.